# Словенский национализм

Флаг Словении

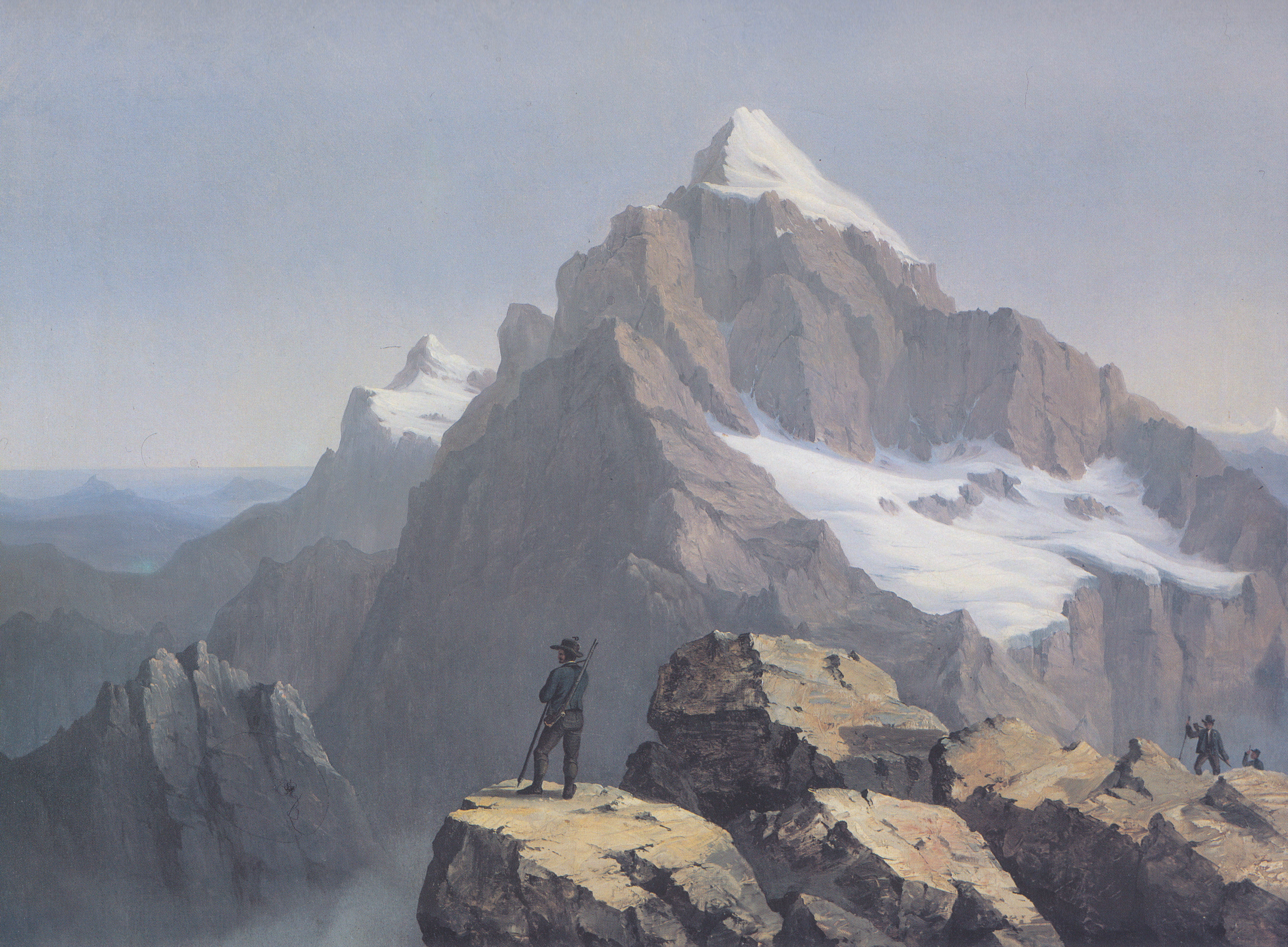
Изображение горы Триглав — национального символа Словении

Словенский национализм — идеология и направление политики, основополагающим принципом которых является тезис о ценности словенского народа, как высшей формы общественного единства. В своей основе проповедует верность и преданность словенскому народу, работу на благо словенского народа, экономический, культурный и политический прогресс словенского народа который способствует культурному единству словенцев. Словенский национализм возник в связи с большим потоком идей национализма от французской революции, которые прибыли в Словению, когда французские силы Наполеона Бонапарта сделали Словению частью Иллирийской провинции с 1809 по 1812 года. 8 мая 1989 года, после легализации других политических партий, реформистская коммунистические партия Словении под руководством правительства, новые политические партии опубликовали Декларацию Мая, требуя формирования суверенного, демократического, плюралистического и словенского государства. Референдум о независимости от Югославии был проведён 26 декабря 1990 года, когда большинство словенцев поддержали идею независимости. Словения провозгласила независимость 25 июня 1991 года.